# International Association for Plant Taxonomy
Die International Association for Plant Taxonomy (IAPT) fördert Übereinkommen über pflanzliche Biodiversität, institutionalisiert die internationale Kommunikation der Forschung unter Botanikern und betreut Themen der Einheitlichkeit und Stabilität von Pflanzennamen. Die IAPT wurde am 18. Juli 1950 auf dem 7. International Botanical Congress in Stockholm gegründet. Gegenwärtig hat sie ihren Sitz in Bratislava. Seit 2017 sind Patrick S. Herendeen vom Chicago Botanic Garden ihr Präsident, Gonzalo Nieto Feliner vom Real Jardín Botánico de Madrid ihr Vize-Präsident und Karol Marhold vom
Centrum biológie rastlín a biodiverzity der Slowakischen Akademie der Wissenschaften in Bratislava ihr Generalsekretär.
Sowohl die taxonomische Zeitschrift Taxon als auch die Reihe Regnum Vegetabile werden von der IAPT herausgegeben. Zu letzterer gehören der International Code of Nomenclature for algae, fungi, and plants, der Index Nominum Genericorum und der Index Herbariorum.

## Ziel
Primäres Ziel der IAPT sind Förderung und Verständnis der Biodiversität – der Entdeckung, Benennung, Klassifikation und Systematik – sowohl von lebenden als auch fossilen Pflanzen. Zusätzlich fördert sie die Untersuchung und Bewahrung der pflanzlichen Biodiversität und arbeitet daran, die Aufmerksamkeit der allgemeinen Öffentlichkeit für diese Bereiche zu heben. Die Organisation institutionalisiert die internationale Kooperation von Botanikern, die auf den Gebieten der Pflanzensystematik, -Taxonomie und -Nomenklatur arbeiten. Dies wird teilweise durch die Unterstützung von Treffen und Quellen-Veröffentlichungen in Referenz-Publikationen und -Zeitschriften erreicht.
„IAPT was founded in 1950 as a not-for-profit organisation for the purposes of publication of a periodical (Taxon) dealing with activities of the association and with objects of general importance for plant taxonomy, the publication of books and indices of utility for plant taxonomists (Regnum Vegetabile), the establishment and maintenance of committees for specific taxonomic and nomenclatural purposes, and the organization of international symposia on problems of plant systematics.“
„Die IAPT wurde 1950 als gemeinnützige Organisation mit den Zielen der Veröffentlichung einer Zeitschrift (Taxon), die sich mit den Aktivitäten der Vereinigung und mit Fragen von allgemeiner Bedeutung für die pflanzliche Taxonomie beschäftigt, der Herausgabe von Büchern und Indizes für die Nutzung durch Pflanzen-Taxonomen (Regnum Vegetabile), der Begründung und Unterhaltung von Ausschüssen für spezielle taxonomische und nomenklatorische Zwecke und der Organisation internationaler Symposien zu Problemen der Pflanzen-Systematik gegründet.“
Die IAPT strebt gleichfalls danach, Einheitlichkeit und Stabilität botanischer Namen zu erreichen. Sie erreicht dies durch den Internationalen Code der Nomenklatur für Algen, Pilze und Pflanzen, der früher als Internationaler Code der botanischen Nomenklatur (englisch International Code of Botanical Nomenclature) bezeichnet wurde, und durch die Aufsicht des International Bureau for Plant Taxonomy and Nomenclature.

## Veröffentlichungen und Online-Quellen
Die offizielle Zeitschrift der Vereinigung ist Taxon, das einzige Medium für Vorschläge zur Bewahrung oder Zurückweisung von Namen und von Vorschlägen von Namen zur Aufnahme in den International Code.

### Regnum Vegetabile
Das Regnum Vegetabile ist eine Bücherreihe mit für Pflanzen-Taxonomen interessanten Themen. Viele der Bände sind Literaturübersichten oder Monographien aus dem Gebiet der Pflanzen-Systematik. Es gibt mehrere Bände, die in allgemeinem Gebrauch sind:
- Der International Code of Nomenclature for algae, fungi, and plants (Band 159, 2018,  ICN), eine Sammlung von Regeln und Empfehlungen zur Vergabe formeller Pflanzennamen. Die aktuelle Auflage bildet der „Shenzhen Code“, der 2017 beim 18. International Botanical Congress in Shenzhen (China) entwickelt wurde.
- Der International Code of Nomenclature for Cultivated Plants (ICNCP), 8. Auflage (Band 151, 2010), eine Ergänzung des ICN mit der Fortsetzung des Regelwerkes in Bezug auf kultivierte Pflanzen.
- Der Index Nominum Genericorum (Bände 100–102 & 113), ein Index aller publizierter Gattungs-Namen, die vom ICN abgedeckt werden, einschließlich des Publikationsortes und Informationen über die Typus-Art. Der Index wird in Zusammenarbeit mit der Smithsonian Institution erstellt und ist auch online verfügbar.
- Der Index Herbariorum (die ersten sechs Auflagen erschienen in den Bänden 15, 31, 86, 92, 93, 106, 109, 114, 117 und 120), ein Verzeichnis bzw. Führer über die Herbarien der Welt, einschließlich Kontakt-Informationen, Abkürzungsverzeichnis und bedeutender Sammlungen, die jedes Herbarium enthält. Heutzutage ist der Index Herbariorum eine Online-Datenbank, die vom New York Botanical Garden betrieben und für die Online-Suche verfügbar gemacht wird.
- Das International Directory of Botanical Gardens (erneut veröffentlicht als Band 95, 1977), ein Verzeichnis der Botanischen Gärten und Arboreten der Welt.

Die Reihe enthält außerdem viele Bände, die für Spezialisten von Unterdisziplinen der Botanik von besonderem Interesse sind und die oben genannten ergänzen.

### Datenbanken
Zusätzlich zu den elektronischen Versionen der gedruckten Werke unterhält die IAPT die „Aktuell verwendeten Namen“ (englisch „Names in Current Use“), eine Datenbank wissenschaftlicher Namen rezenter Gattungen.

## Preise
Die IAPT schuf 1986 zu Ehren von Adolf Engler zwei Engler-Medaillen (englisch Engler Medals): Die Engler Medal in Gold zeichnet aller sechs Jahre außerordentliche Beiträge zur Pflanzen-Taxonomie im Lebenswerk von Botanikern aus und wird seit 1987 beim jeweils stattfindenden International Botanical Congress (IBC) verliehen; die Engler Medal in Silver (Medaille sensu lato) wurde von 1987 bis 2001 für eine Monographie oder ein anderes Werk zur botanischen Systematik und von 1990 bis 2002 zu verschiedenen Treffen, Kongressen, Symposia usw. verliehen. Letztere wurde 2002 in drei Preise für außerordentliche Publikationen auf diesen Gebieten aufgeteilt: Die Engler Medal in Silver (Medaille sensu stricto) wurde für monographische oder floristische Pflanzen-Systematik verliehen; die Stafleu Medal für historische, biographische und/oder nomenklatorische Aspekte der Pflanzen-Systematik; und die Stebbins Medal für phylogenetische Pflanzen-Systematik und/oder die Evolution der Pflanzen. Die Medaillen ehren Adolf Engler (24. März 1844 – 10. Oktober 1930), Frans Antonie Stafleu (8. September 1921 – 16. Dezember 1997) und George Ledyard Stebbins, Jr. (6. Januar 1906 – 19. Januar 2000).